# 6701 Warhol
6701 Warhol eller 1988 AW1 är en asteroid i huvudbältet som upptäcktes den 14 januari 1988 av den tjeckiske astronomen Antonín Mrkos vid Kleť-observatoriet i Tjeckien. Den är uppkallad efter den amerikanske konstnären och filmskaparen Andy Warhol.
Asteroiden har en diameter på ungefär 9 kilometer.